# Johann Christoph Boecklin
Johann Christoph Boecklin, né le 12 octobre 1657 à Augsbourg et mort le 9 février 1709 à Leipzig, est un graveur sur cuivre allemand.

## Biographie
Johann Christoph Boecklin naît le 12 octobre 1657 à Augsbourg.
Actif à Leipzig de 1680 à 1704,, il travaille comme graveur sur cuivre. Heinecken recense plus de 120 portraits de lui.
Il signe ses portraits « Christoph Böcklin Aug. Vind. sculpebat Lipsiae ».
Johann Christoph Boecklin meurt en 1709 à Leipzig.

## Œuvres

### Illustrations
- Acta Eruditorum 1686, 1687 et 1697[4].
- Leonhard Christoph Sturm, Nicolaus Goldmann : Vollständige Anweisung zu der Civil Bau-Kunst. Wolfenbüttel 1696[4].
- Johann Jakob Vogel : Leipzigisches Chronicon, Das ist: Gruend- und ausfuehrliche Beschreibung der churfürstl. sächs. welt-bekandten Handels-Stadt Leipzig. Das erste Buch. Vom Ursprung und Bedeutung des Nahmens dieser Stadt, ingleichen in welchem Lande, in was vor einer Gegend, und unter welcher Elevation des Himmels, Leipzig gelegen. Leipzig, um 1710.

### Sciences et arts
- 1. Pl. pour un ouvrage de botanique[2]
- 2-3. Pl. pour : Fürstlicher Baumeister, oder Architectura civilis.... durch Paulus Decker. Augspurg, 1711 à 1716, 3 vol. in-fol. obl. 2e vol. numéros 8 et 34. — 2 pièces[2]

### Histoire
- 4. Sr. Heil. Pabst Innocenta XI Audientz so dem P. Tachard Jesuiten und den 3 Mandarins als abgesandten des Königs in Siam an Sr Heil verstattet worden. den 23 Xbr 1688. Largeur 315 millimètres Hauteur 235[2]
- 5. Deutliche und warhaffte Vorstellung, hochschätzbar und weitberühmten güldenen Taffel in der S. Michaëlis-Kirche zu Luneburg, welche Nickel List, Christian Schwanke Andreas Schwartze, und Lorentz Schöneden 9 Mart. 1698 ausgerissen und gestohlenhaben Largeur 330 millimètres Hauteur 214[2]

### Portraits
- 6. Adami (D. Johann Christian), théologien. In-4[2]
- 7. Angleterre; Anne de Boleyn, reine[2]
- 8. Angleterre; Edouard VI, roi[2]
- 9. Angleterre ; Guillaume 111, roi[2]
- 10. Angleterre; Jacques II, roi[2]
- 11. Averbach (Gottfried), marchand[2]
- 12. Barckhaus (Hermann), théologien.1 fol[2]
- 13. Beckmann (D. Friedrich), théologien In-4[2]
- 14. Bernardi (D. Barth.), théologien In-4[2]
- 15. Besser (Caspar), jurisconsulte[2]
- 16. Besser (Johann von), poëte[2]
- 17. Beza (Théodor), théologien[2]
- 18. Bismarck (Levin Friedrich von). 1fol[2]
- 19. Bontekoe (Cornelius), médecin, In-[2]
- 20. Bontekoe (Cornelius), médecin. In-[2]
- 21. Bornsted (Le général de)[2]
- 22. Bruneman (Johann), jurisconsulte[2]
- 23. Brunswic- Lunébourg; Georg Wihelm, duc[2]
- 24. Buchner (August), philosophe, avec sa femme[2]
- 25. Calixtus (Franc. Ulricus), théologien[2]
- 26. Calvinus (Johann). In-8[2]
- 27. Carpzow (D. Samuel Bened.). In-4[2]
- 28. Cellarius (Salomon)[2]
- 29. Conring (Hermann), médecin[2]
- 30. Conring (Hermann), médecin[2]
- 31. Cranmer (Thomas), archevêque de Canterbury[2]
- 32. Crusius (Caspar). In-4[2]
- 33. Cuneus (Petrus), jurisconsulte. ïn[2]
- 34. Daumius (Christian), philol. In-8[2]
- 35. Deutschman (Johann), théologien. I fol[2]
- 36. Dolle (Johann), médecin[2]
- 37. Dorschœus (D. Johann Georg), théogien[2]
- 38. Ehrich (M. Samuel), théologien. In-8[2]
- 39. Engelbrecht (Georg), jurisconsull In-4[2]
- 40. Espagne (Jean d'), théologien. In-4[2]
- 41. Faesch (Johann), théologien[2]
- 42. Feller (Joachim), philosophe. In-4[5]
- 43. Franzius (D. Wolfgang), théologien[5]
- 44. Franzius (Johann), théologien. In-fol[5]
- 45. Gardener (Steph.), évêque. ln-fol[5]
- 46. Geier (D. Martin), théologien. In-4[5]
- 47. Gesenius (Justus) , théologien. In-8.[5]
- 48.  Glasius (D. Salomon). In-4.[5]
- 49. Gnospius (M. Andreas), théologien. Gr. In-4.[5]
- 50. Heber (Christian), jurisconsulte[5]
- 51. Heinrich (Severinus), marchand[5]
- 52. Heunisch (Johann Friedrich), théologien. 1698[5]
- 53. Hildebrand (Friedrich), théologien[5]
- 54. Hoeneeg (D. Martin Hoe ab), théologien[5]
- 55. Hofmaun (D. Paul), senior, théologien In-8.[5]
- 56. Hofman (Sigismund) , junior. In-4.[5]
- 57. Hunnius (D. Ægidius) in Academiis Theol. Prof... Haut. 310 millimètres
- 58. Jacobi (D. Joh. Nic.), théologien.[5]
- 59. Karge (Christoph. Julius), général[5]
- 60. Korthold (Christian), théologien[5]
- 61. Kospoth (Friedrich von), conseiller[5]
- 62. Kustnerin (Marie Gertrude)[5]
- 63. Lambeceius (Petrus), jurisconsulte[5]
- 64. Leibuitz (Gottfried Wilhelm), philosophe In-4.[5]
- 65. Loescher (Caspar), théologien. In-4.[5]
- 66. Lossius (M. Petrus), théologien[5]
- 67. Lufft (Samuel), jurisconsulte[5]
- 68. Lutkeman (D. Joachim). In-8.[5]
- 69. Lutherus (D. Martin)[5]
- 70. Lutkeman (D. Joachim). In-8.[5]
- 71. Lyserus (D. Wilhelm)[5]
- 72. Mandelslohe (Carl Dietrich von)[5]
- 73. Mandelslohe (Gotthard Julius von)[5]
- 74. Marschall (Johann Philipp), théogien[5]
- 75. Marschallin (Marie-Gertrud)[5]
- 76. Mayer (Gebhard Theodor), théologien[5]
- 77. Mayer (Johann Friedrich), théologien[5]
- 78. Mayr (M. Johannes), théologien. In-4.[5]
- 79. Melanchton (Philipp). In-8.[5]
- 80. Meurer (Christian Friedrich),jurisconsute[5]
- 81. Meyer (Christian), senator Lipsiensis[5]
- 82. Moebius (Georg), théologien. In-8.[5]
- 83. Morus (Thomas), chancelier. In-fol.[5]
- 84. Mullerin (Dorothea)[5]
- 85. Ocheim (Johann Philipp), théologien[5]
- 86. Parker (Math.), archevêque. In-fol.[5]
- 87. Petersen (Johann Wilhelm), théologien, avec sa femme[5]
- 88. Pflug (Bernard von), conseiller[5]
- 89. Pologne; Fridericus Augustus, rex.[5]
- 90. Polus (Reginald), cardinal. In-fol.[5]
- 91. Porschius (Christoph), théologien. In-4.[5]
- 92. Prusse ; Louise Sophie, reine.[5]
- 93. Quiersfeld (M. Johann), théologien. In-4.[5]
- 94. Raab (D. Joh. Jod.), médecin. In-fol.[5]
- 95. Rabe (M. Paulus)... Haut. 142 millimètres Larg. 78.[5]
- 96. Reiche (Friedrich), théologien. In-4.[5]
- 97. Reinesius (Heur.), théologien. In-4.[5]
- 98. Ridley (Nicolas), évoque de Londres.[5]
- 99. Rivinus (Andreas). In-8.[5]
- 100. Rivinus (D. Aug. Quirin), médecin. Gr. in-fol.[5]
- 101. Rixner (Heinrich), théologien. In-8.[5]
- 102. Schacher (Christoph Sigismund) , jurisconsulte.[5]
- 103. Schelging (D. Samuel), théologien. In-fol.[5]
- 104. Schelging (D. Sam.), théologien. In-8.[5]
- 105. Schertzer (D. Johann Adam), théologien. In-4.[5]
- 106. Schœning (Le feld-maréchal). Gr. in-fol.[5]
- 107. Schonberg (Eleonora a).[5]
- 108. Schrevelius (Cornélius), médecin. In-8.[5]
- 109. Schuhart (D. Andreas), théologien. In-4.[5]
- 110. Seligman (D. Zacharias), théologien[5]
- 111. Seymour (Edward), duc de Sommerset[5]
- 112. Sigel (August), jurisconsulte[5]
- 113. Sittig(D. Valentin), théologien. In-8.[5]
- 114. Starschedel (Haubold Heinrich von), conseiller[5]
- 115. Stillen (Johann Ernst), théologien. In-fol.[5]
- 116. Strauch(Egidius), théologien. In-fol.[5]
- 117. Stutterheim d'Ogrose (Otto Hieronymus à). In-fol[5]
- 118. Tavernier (Johann Bapt. ), 1681. Ovale.[5]
- 119. Tavernier (Joh. Baptist.). In-fol.[5]
- 120. Visscher (Johann), théologien[5]
- 121. Voetius (Gisbertus), théologien[5]
- 122. Voigt (Samuel), théologien[5]
- 123. Weber (.Christian), bourgmestre. In-fol.[5]
- 124. Weise (Friedrich), théologien. In-4.[5]
- 125. Weise (Christian)[5]
- 126. Weise (Christian)[5]
- 127. Wentzel (Johann Christoph)[5]
- 128. Widebach (Otto Georg von)[6]
- 129. Wolsey (Thomas), cardinal. In-fol.[6]
- 130. Wudrian (M. Valentin), théologien[6]
- 131. Zabel (Joh. Heinrich), philosophe[6]
- 132. Zeidlerus ( Melchior ), théologien. In-4.[6]
- 133. Ziegler (Caspar), jurisconsulte. In-8.[6]

### Topographie
- 134. Charlottenbourg (Dessein du Chœur dans la Chapelle à), où la Maison Royalle est assise pour entendre le sermon. Largeur 395 millimètres Hauteur 290[6]